# العلاقات الإسرائيلية السودانية
العلاقات الإسرائيلية السودانية هي علاقات بدأت رسميًا بين إسرائيل والسودان في 23 أكتوبر 2020، وقبل هذه الفترة لم تكن هناك علاقات رسمية قائمة، ولكن ووفقاً لنائب وزير التعاون الإقليمي الإسرائيلي أيوب قرا فإن السودان وإسرائيل كانا يحتفظان بعلاقات سرية. في 23 أكتوبر 2020 أعلنت إسرائيل والسودان عن إقامة علاقات دبلوماسية رسمية لأول مرة مما جعل السودان خامس دولة تطبع مع إسرائيل بعد مصر والأردن والإمارات والبحرين اللتين طبعتا في 2020.

## التاريخ
خاض السودان رسميًا الحرب مع إسرائيل في حرب 1948 بين العرب وإسرائيل وحرب الأيام الستة عام 1967 على الرغم من عدم مشاركتها في أزمة السويس. في أوائل الخمسينيات من القرن الماضي، كان للسودان - الذي كان آنذاك غير مُستقل - علاقات تجارية نشطة مع إسرائيل.
لم تُشارك السودان بنشاط في حرب يوم الغفران حيثُ وصلت القوات السودانية مُتأخرة جدًا عن المُشاركة. وقد دعمت إسرائيل الميليشيات المسيحية التي حاربت الحكومة السودانية في الحربين الأهليتين السودانيتين الأولى و‌الثانية.
في يناير 2016، طرح وزير الخارجية السوداني إبراهيم غندور تطبيع العلاقات مع إسرائيل بشرط رفع الحكومة الأمريكية العقوبات الاقتصادية. أعقب الرئيس السوداني عمر البشير ذلك بقوله في مقابلة مع صحيفة عكاظ السعودية، «لو أن إسرائيل اليوم احتلت سورية لم تكن ستدمر كما حصل الآن، ولم تكن ستقتل كما هي الأعداد المقتولة الآن، ولن تشرد كما شرد الآن.»
أرسلت إسرائيل طائرة بمُسعفين ومُعدات إلى السودان في محاولة لإنقاذ دُبلوماسي أُصيب بـجائحة فيروس كورونا.
تم الكشف أنه في مطلع سبتمبر 2016 تواصلت إسرائيل مع الحكومة الأمريكية وبعض الدول الغربية لتشجعهم على تحسين العلاقات بين إسرائيل والسودان بعد انقطاع العلاقات بين إيران والدول العربية في أفريقيا عام 2015. في حدثٍ أُقيم في بئر السبع فإن أيوب قرا كشف أنه على اتصال ببعض المسئولين السودانيين، ولم ينفِ الأخبار التي ترددت بخصوص قيام مسئول سوداني بزيارة إسرائيل. في فبراير 2020 التقى بنيامين نتنياهو بعبد الفتاح البرهان في أوغندا، واتفقا على تطبيع العلاقات بين البلدين،  ولاحقًا في نفس هذا الشهر سُمح للطائرات الإسرائيلية بالتحليق في أجواء السودان.
في أكتوبر 2020 زار وفد إسرائيلي السودان، والتقوا بعبد الفتاح البرهان لإجراء محادثات حول تطبيع العلاقات بين البلدين.

## تطبيع العلاقات
في 23 أكتوبر 2020، أُعلن عن الاتفاق السوداني الإسرائيلي والذي سيعمل على تسوية العلاقات بين البلدين وإقامة علاقات دبلوماسية كاملة بينهما،  وجاء في البيان أنهم قد اتفقوا على بدء علاقات اقتصادية وتجارية مع التركيز في البداية على الزراعة بالإضافة إلى مجالات التكنولوجيا الزراعية والطيران والهجرة وغيرها،  وقد جاءت اتفاقية التطبيع في نفس اليوم الذي وقع فيه دونالد ترامب على إزالة السودان من قائمة الإرهاب.
علق الرئيس الأمريكي دونالد ترامب على اتفاق التطبيع قائلا: «فوز كبير للولايات المتحدة والسلام في العالم. وافق السودان على اتفاق سلام وتطبيع مع إسرائيل! مع الإمارات والبحرين، قامت الثلاث دول هذه بذلك في غضون أسابيع فقط. المزيد سوف يتبعهم!»